# Kawanishi
Каваниси Кокуки (яп. 川西航空機 Каваниси ко:ку:ки) — японская авиастроительная компания, просуществовавшая до конца Второй мировой войны.

## История
Каваниси Кокуки была основана в 1928 году на базе компании «Каваниси Кикаи Сэйсакусо» (Каваниси — инженерные работы), существовавшей с 1921 года. В течение Второй мировой войны фирма была шестым производителем по числу выпущенных ею самолётов, занимаясь производством самолётов исключительно для флота.
После капитуляции Японии в 1945 году японским фирмам было запрещено производить самолеты. Фирма «Каваниси» перепрофилировалась и начала производство товаров повседневного спроса. В ноябре 1946 года был создан прототипа двигателя для велосипеда Pointer, что позволило «Каваниси» стать пионером мотоциклетной индустрии. В сентябре 1949 года создана первая модель самосвала. В ноябре 1949 на базе Каваниси была создана фирма Shin Meiwa Industry Company Limited, позже переименованная в ShinMaywa Industries, Ltd.

## Производство
Компания имела четыре основных завода:
- авиасборочные:

завод в Нарио под Осакой;
завод в Конане между Осакой и Кобе;
завод в Химаей в 60 км от Кобе.
- Завод по производству узлов.

Ведущиим конструкторами компании являлись: Ейи Сэкигути, Ёсио Хасигути, Сидзуо Кикухара, Хироюки Иноуэ, Елизабуро Адати, Тосихара Баба.
Самолеты выпускаемые компанией во время Второй мировой войны:
- истребители:

N1К
N1K-J
- бомбардировщики:

Р1Y (по лицензии Йокосуки)
- летающие лодки:

Н6К
Н8К
- самолёты-снаряды:

«Ока»